# ليز كوش
ليز كوش (7 سبتمبر 1938 بآرهوس في الدنمارك - 29 فبراير 2004) (بالدنماركية: Lise Koch)‏ هي لاعبة كرة يد دانمركية. شاركت في الألعاب الأولمبية الصيفية 1960.

## وصلات خارجية
- ليز كوش على موقع أوليمبيديا (الإنجليزية)